# HCC!hobbynet

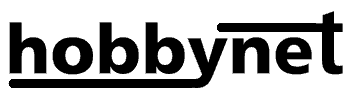
Het logo van HCC!Hobbynet tot 2010.

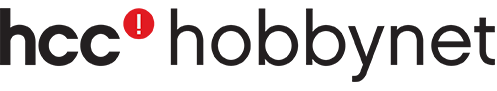
Het logo van HCC!Hobbynet vanaf 2010.

HCC!Hobbynet is in 1991 ontstaan als samenwerkingsverband van drie HCC-gebruikersgroepen (tegenwoordig interessegroepen): UNIX-ig, C-ig en de 68000-ig.  Het doel was destijds internet met al zijn mogelijkheden voor een aantrekkelijke prijs toegankelijk en beschikbaar te maken voor de eigen leden. Tegenwoordig worden alleen nog hosting diensten aangeboden aan leden voor hosten van website en mail en domeinregistratie. Hobbynet draait volledig op vrijwillige beheerders, en op Open source software. Zo wordt gebruikgemaakt van Ubuntu server, Gentoo Linux en FreeBSD als operating system.

## Geschiedenis
In 1991 waren de deelnemers van Hobbynet de eerste particuliere gebruikers van internet in Nederland, toen het toenmalige management van NLnet een omweg wist te vinden voor de binnen het internationale EUnet gehanteerde tarieven door deze als collectief te bundelen. Hiermee was Hobbynet de eerste isp voor particulieren in Nederland, voor Knoware in Utrecht, IAF in Groningen en Xs4all in Amsterdam.
Tijdlijn:
```
1991 e-mail en news via uucp-verbindingen
1995 SLIP-verbindingen
1996 PPP-verbindingen
1996 Webserver voor groeperingen en afdelingen
1997 
ISDN
-verbindingen
1998 Landelijk inbelnetwerk tegen lokaal tarief
2000 registratie van .com-, .net-, .org- en .nl-domeinen
2002 virus- en spamscanner voor e-mail
2002 
MySQL
- en 
PostgreSQL
-databaseserver
2004 
CAcert

2006 Tunnelserver voor HCC groeperingen
2008 Servervirtualisatie
2009 Introductie 
IPv6

2009 news uitgefaseerd
2010 
DNSSEC
 uitgerold voor de hcc.nl-domeinen
2011 Landelijk inbelnetwerk uitgefaseerd
2011 Introductie loadbalancer voor Hobbynet diensten software gesponsord door inlab
2011 Nieuw 
mysql
 database cluster
2011 Introductie eerste website cluster
2011 Hosting van centrale hcc.nl website
2012 Alle DNS zones draaien 
DNSSEC

2022 LDAP server ondergebracht in loadbalanced omgeving van BIT
2022 Start met REST/json server
2022 Start uitfasering xml-server
2023 Alle eigen beheerde routes voorzien RPKI beveiliging
2023 Lancering van nieuwe Joomla template tbv HCC.nl website en hcc groeperingen
2023 100% score bij internet.nl
```